# Simone Manuel
Simone Manuel (n. 2 august 1996, Houston, Texas, SUA) este o înotătoare americană, medaliată olimpică. A participat la 2 ediții ale Jocurilor Olimpice (2016, 2020) în care a câștigat o medalie de argint.